# Botany Downs
Botany Downs ist ein Stadtteil der ehemaligen eigenständigen Stadt von Manukau City auf der Nordinsel von Neuseeland. Ab dem 1. November 2010 wurde Manukau City zusammen mit anderen Städten und Distrikten der Region Auckland Teil des Auckland Council.

## Geographie
Der Stadtteil befindet sich rund 15 km südöstlich des Stadtzentrums von Auckland in der östlichen Hälfte der Halbinsel, die sich östlich des Tāmaki River in den Hauraki Gulf erstreckt. Die umgebenden Stadtteile sind im Westen Highland Park, im Norden Howick, im Süden North Park und im Osten Somerville.

## Geschichte
Der Stadtteil Botany Downs wurde in den 1990er Jahren vom Manukau City Council und einem privaten Investor mit einem Town Centre auf einer Fläche von 17,6 Hektar und einem Anteil von 56.500 m² Einzelhandelsfläche entwickelt und in den Jahren 1998 bis 2004 gebaut. Im Stadtteil entstand ein Mix aus einer geringen bis mittleren Bebauungsdichte und umzäunten Siedlungen, wobei bei der Stadtplanung auf eine Ausgewogenheit von privaten und öffentlichen Straßen und Plätzen und Soziabilität geachtet wurde. Herausragend in dem Entwicklungsprojekt waren auch die beiden Siedlungen Eastpark und Sacramento. Letztere enthielt das Konzept eine Siedlung im spanischen Baustil zu entwickeln und Eastpark im neuseeland-zeitgenössischen Stil. In beiden Siedlungen wurden im Gegensatz zu der restlichen Bebauung des Stadtteils zweistöckige Häuser errichtet.

## Bevölkerung
Zum Zensus des Jahres 2013 zählte der Stadtteil, der in der Zensusstatistik als Howick South gekennzeichnet ist, 4962 Einwohner, 1,6 % mehr als zur Volkszählung im Jahr 2006. Mit einem Anteil von 25,9 % an Einwohnern asiatischer Herkunft, liegt der Stadtteil zusammen mit den angrenzenden Stadtteilen Northpark und Somerville, die über 42 % bzw. 43 % Anteil asiatisch-stämmiger Bevölkerung liegen, im Vergleich zu anderen Stadtteilen Auckland extrem hoch.